# Philoponella quadrituberculata
Espèce
Synonymes
- Uloborus quadrituberculatus Thorell, 1893

Philoponella quadrituberculata est une espèce d'araignées aranéomorphes de la famille des Uloboridae.

## Distribution
Cette espèce se rencontre à Singapour et en Indonésie à Java et aux Moluques.

## Description
La femelle holotype mesure 2,5 mm.

## Systématique et taxinomie
Cette espèce a été décrite sous le protonyme Uloborus quadrituberculatus par Thorell en 1893. Elle est placée dans le genre Philoponella par Lehtinen en 1967.

## Publication originale
- Thorell, 1893 : « Novae species aranearum a Cel. Th. Workman in ins. Singapore collectae. » Bollettino della Società Entomologica Italiana, vol. 24, no 3, p. 209-252 (texte intégral).